# Глюкозозалежний інсулінотропний поліпептид
Глюкозозалежний інсулінотропний поліпептид, також глюкозозалежний інсулінотропний пептид, глюкозозалежний інсулінотропний гормон, ГІП (англ. Gastric inhibitory polypeptide) – білок, який кодується геном GIP, розташованим у людей на довгому плечі 17-ї хромосоми. Довжина поліпептидного ланцюга білка становить 153 амінокислот, а молекулярна маса — 17 108. Це пептидний гормон, що виробляється K-клітинами слизової оболонки дванадцятипалої та проксимальної частини тонкої кишки. Належить до родини секретину.

## Структура
Зрілий ГІП людини складається з 42 амінокислотних залишків: H-Tyr-Ala-Glu-Gly-Thr-Phe-lle-Ser-Asp-Tyr-Ser-lle-Ala-Met- Asp-Lys-lle-His-Gla-Glii-Asp-Phe-Val-Asn-Trp-Leu-Leu-Ala- GIn-Lys-Gly-Lys-Lys-Asn-Asp-Trp-Lys-His-Asii-lle-Thr-GiD-OH. Одна частина молекули ГІП збігається з молекулою секретину, інша — з молекулою глюкагону.

## Функції
Глюкозозалежний інсулінотропний поліпептид є інкретином. Стимуляторами секреції ГІП є жири і вуглеводи, які надходять в тонку кишку після перевареної в шлунку їжі. Подібно до інших гормонів, ГІП транспортується кровотоком.
Основна функція глюкозозалежного інсулінотропного поліпептиду — стимуляція секреції інсуліну бета-клітинами підшлункової залози у відповідь на прийом їжі. Крім того, ГІП пригнічує абсорбцію жирів, пригнічує реабсорбцію натрію і води в травному тракті, гальмує ліпопротеїнліпазу.
ГІП посилює секрецію глюкагону, ймовірно через активацію рецепторів на альфа-клітинах підшлункової залози. 

## Клінічне значення
Хворі на цукровий діабет слабо реагують на введення тільки ГІП. 
Тирзепатид є подвійним агоністом глюкагоноподібного пептиду-1 (ГПП-1) та ГІП. Дослідження і клінічний досвід демонструють його ефективність в лікування цукрового діабету 2-го типу та ожиріння, що перевищує результати застосування тільки агоніста ГПП-1. 
У той же час, схожу ефективність демонструє застосування комбінації агоніст ГПП-1/антагоніст ГІП (експериментальний лікарський засіб марідебарт кафраглутид, MARITID). 

Парадокс того, що і агоніст і антагоніст ГІП у складі комбінованих лікарських засобів  підсилюють протидіабетичну дію і знижують вагу тіла пояснюють, що хронічна активація рецепторів ГІП агоністом робить їх нечутливими і проявляється як дія антагоніста .
| 10         |  | 20         |  | 30         |  | 40         |  | 50         |
| ---------- |  | ---------- |  | ---------- |  | ---------- |  | ---------- |
| MVATKTFALL |  | LLSLFLAVGL |  | GEKKEGHFSA |  | LPSLPVGSHA |  | KVSSPQPRGP |
| RYAEGTFISD |  | YSIAMDKIHQ |  | QDFVNWLLAQ |  | KGKKNDWKHN |  | ITQREARALE |
| LASQANRKEE |  | EAVEPQSSPA |  | KNPSDEDLLR |  | DLLIQELLAC |  | LLDQTNLCRL |
| RSR        |  |            |  |            |  |            |  |            |

A: Аланін

C: Цистеїн

D: Аспарагінова кислота

E: Глутамінова кислота

F: Фенілаланін

G: Гліцин

H: Гістидин

I: Ізолейцин

K: Лізин

L: Лейцин

M: Метіонін

N: Аспарагін

P: Пролін

Q: Глутамін

R: Аргінін

S: Серин

T: Треонін

V: Валін

W: Триптофан